# Museum 1940–1945
A hollandiai Dordrecht városában található Museum 1940–1945 a második világháborús helyi ellenállásnak állít emléket.
A városnak fontos vasúti és közúti hídjai miatt nagy jelentősége volt a második világháborúban. Dordrechtben több mint húsz emlékmű, emléktábla emlékeztet a háború helyi eseményeire, résztvevőire.
A Nieuwe Haven utca egyik régi épületében kialakított múzeumot Bernhard herceg, a királynő férje nyitotta meg 1988 júniusában.
A múzeum a helyi és országos ellenállás számos alakját is bemutatja, köztük Jos Gemmeke tevékenységét, aki Vilma holland királynő mellett az egyetlen nő, aki megkapta a Katonai Vilmos-rendet. A kiállításon emléktábla is található az 1944-ben elhunyt két ellenálló rendőr emlékére.
A múzeumot szolgáló alapítványt 1986-ban hozták létre. A háború idejéből származó fegyverek, egyenruhák és egyéb tárgyak gazdag gyűjteményét mutatja be a látogatónak két emeleten. Egy eredeti Willys Jeep is látható itt. Gazdag audiovizuális anyag is megtekinthető, meghallgatható a kor eseményeiről.
Kiterjedt könyv- és referenciamunka-gyűjtemény, valamint képgyűjtemény is rendelkezésre áll.
A kollekció alapjait K.P. Makkelie gyűjtötte össze. A megnyitás után további tárgyak érkeztek.
Szintén a Nieuwe Havenben található az a ház, ahol Paul L. Kooiman élt. A helyi, Paul nevű ellenállási csoport vezetője és a hazai haderő körzeti parancsnoka volt. A homlokzati emléktáblát 1988-ban avatták fel.

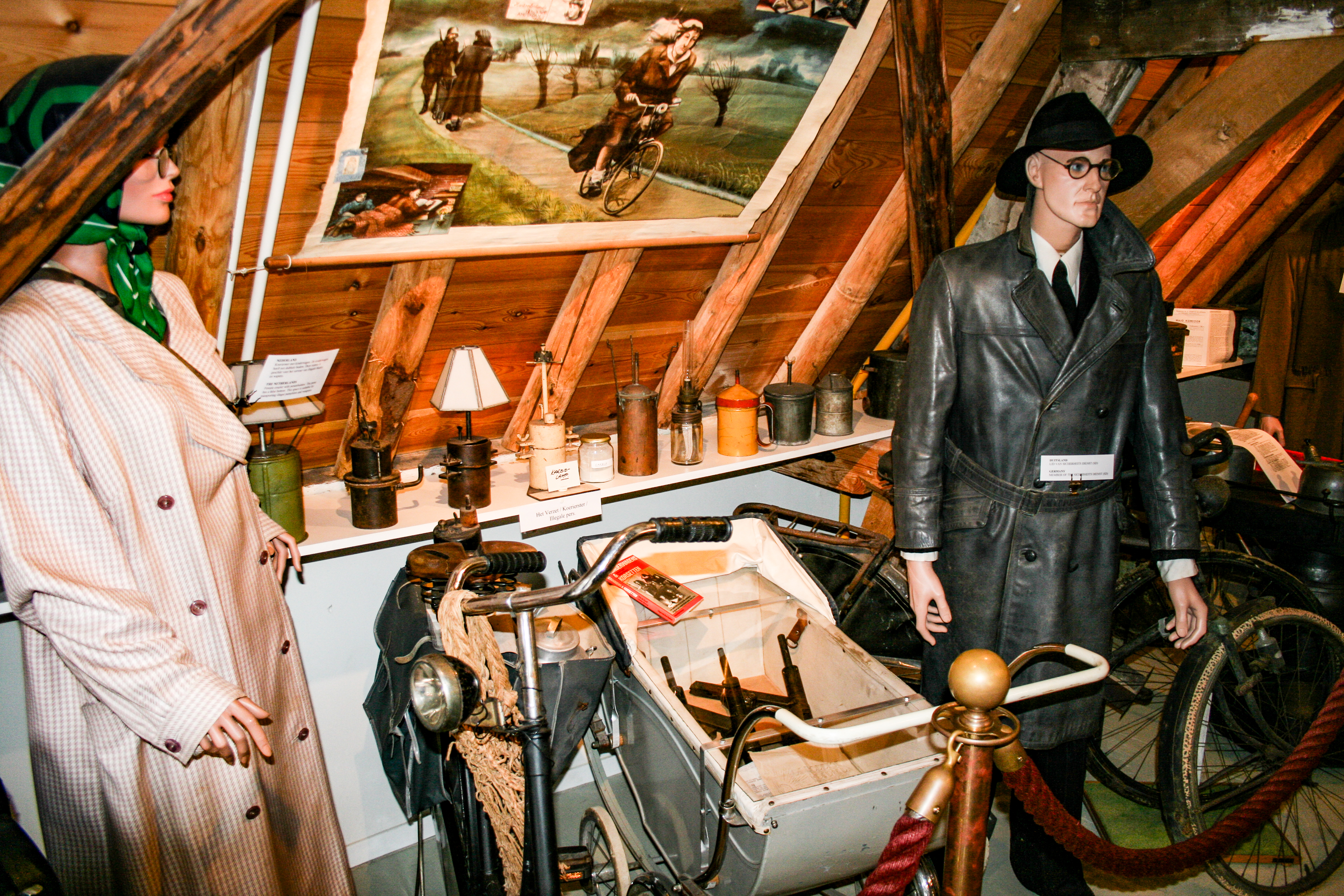
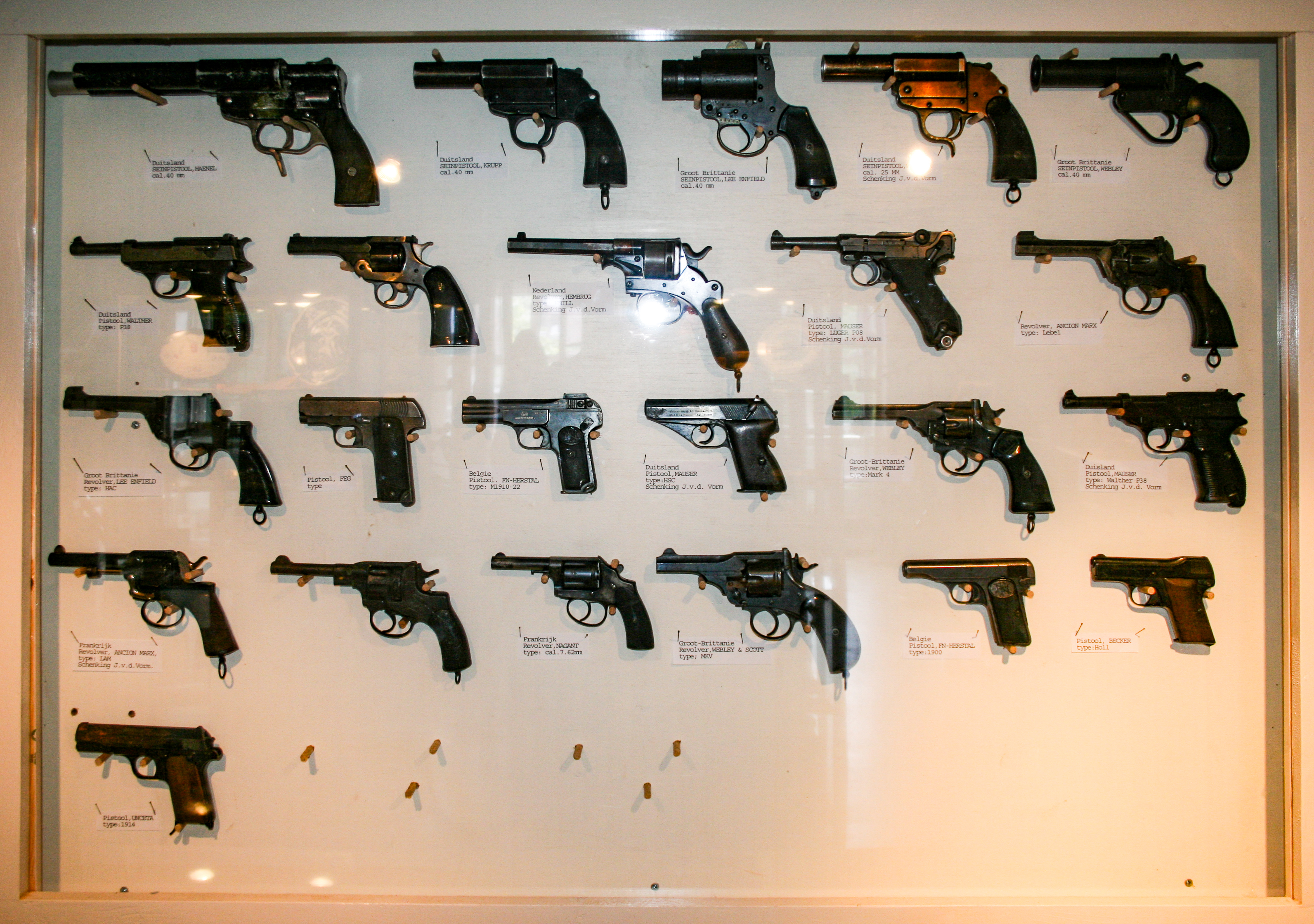
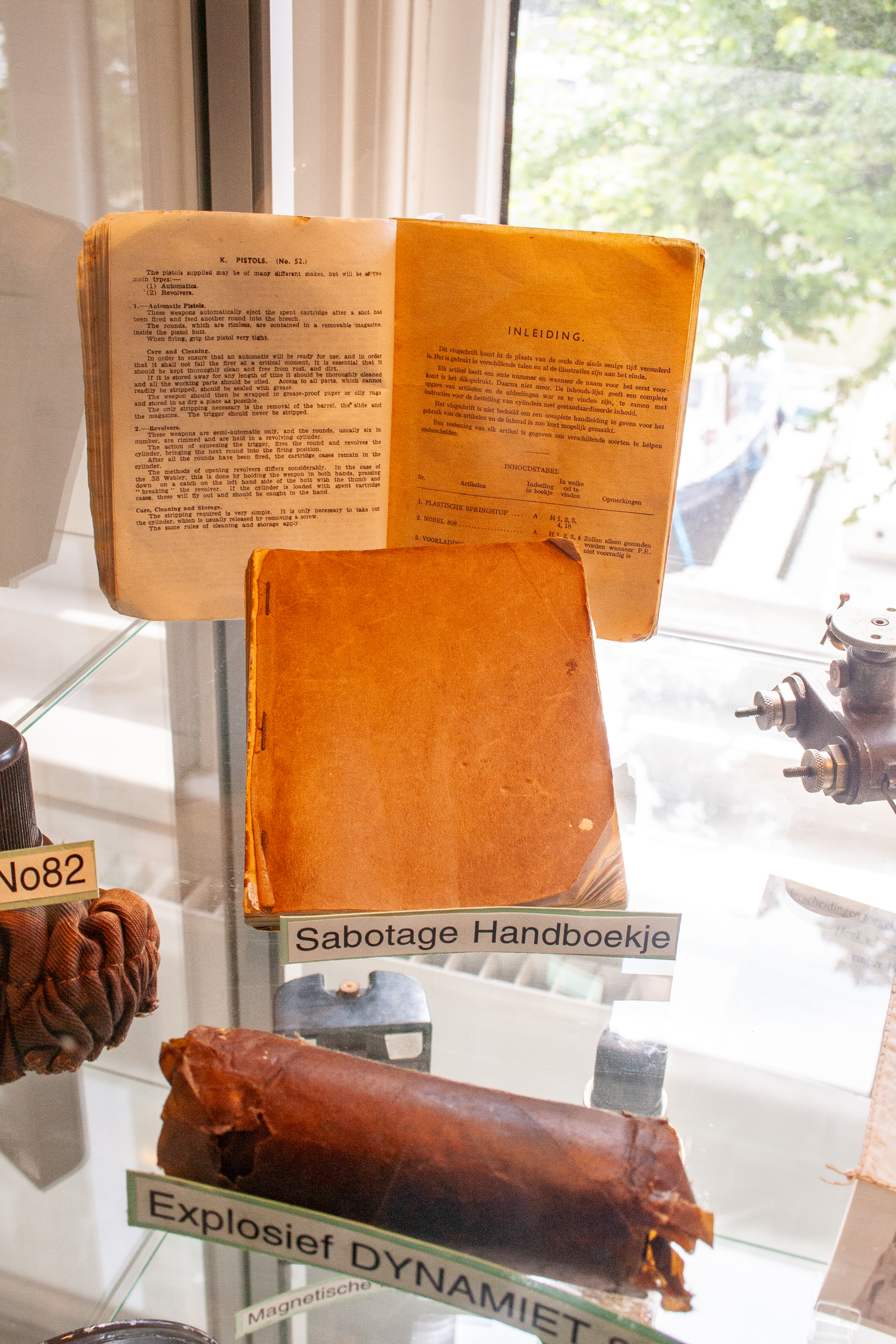
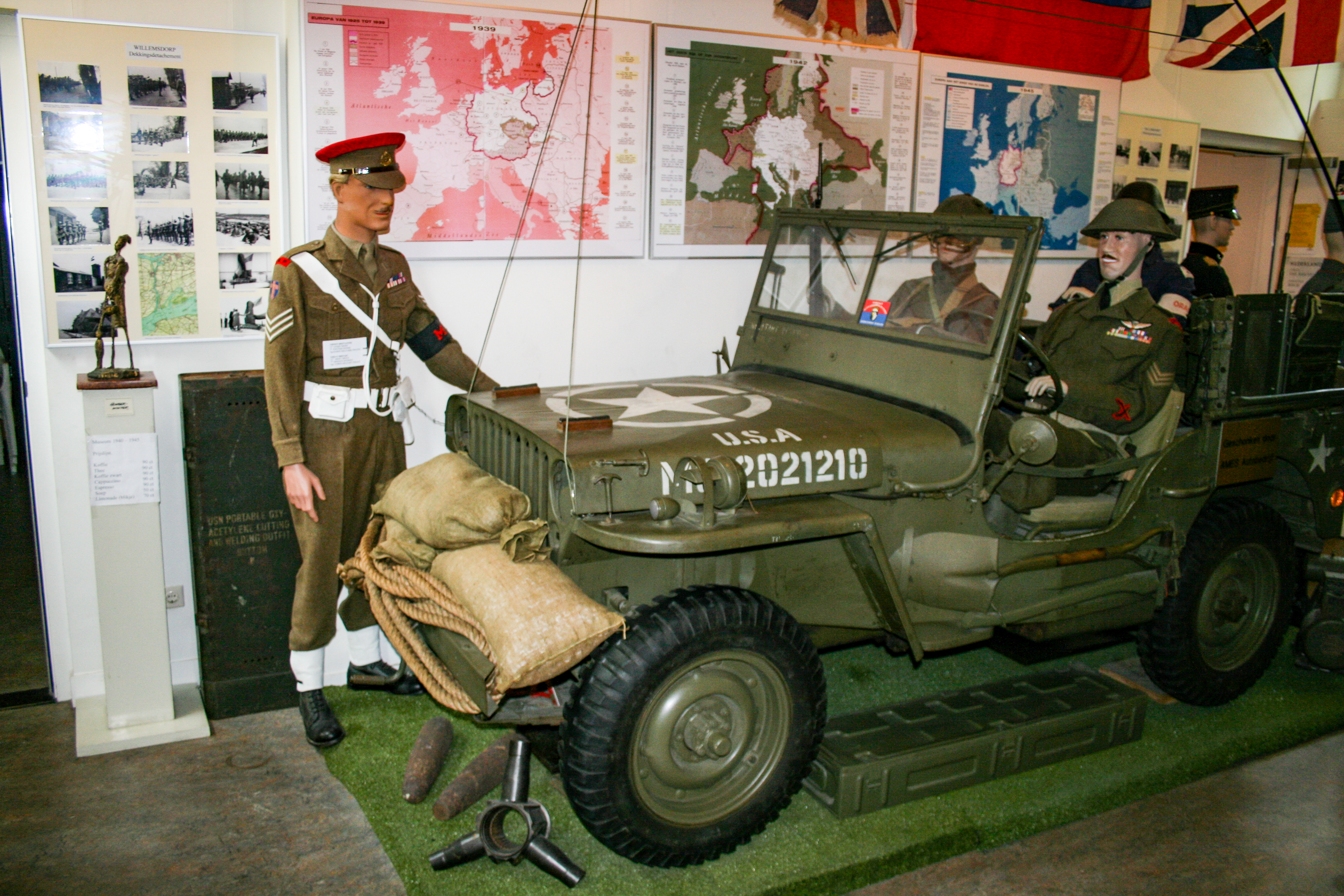

## Forrás
- A múzeum weboldala

## Fordítás
- Ez a szócikk részben vagy egészben  a   Museum 1940–1945 című holland Wikipédia-szócikk ezen változatának fordításán alapul.  Az eredeti cikk szerkesztőit annak laptörténete sorolja fel. Ez a jelzés csupán a megfogalmazás eredetét és a szerzői jogokat jelzi, nem szolgál a cikkben szereplő információk forrásmegjelöléseként.

## Kapcsolódó szócikk
- Ellenállók Múzeuma